# Loei

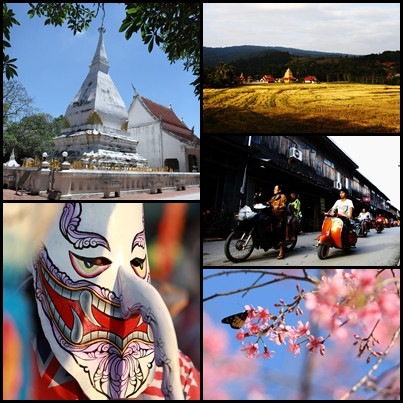
Loei

Loei (thailändska: เลย) är en stad i Isan i nordöstra Thailand med omkring 35 000 invånare (2005), belägen cirka 50 kilometer från gränsen mot Laos. Den är huvudort i provinsen Loei. Staden grundades 1853 av kung Rama IV.